# Шелти
Шелти (англ. sheltie), или шетландская овчарка (англ. shetland sheepdog), — порода собак, выведенная в Великобритании.

## История породы
Родиной шелти являются Шетландские острова.
Считается[кем?], что порода так же стара, как и сами острова, но документальное подтверждение этому найти трудно. Первоначальное название породы — туни дог (/tuathanas/ «ферма» в переводе с гэльского).
В своё время использование шелти — небольшой собаки — было возможным, поскольку от них требовалось не охранять стада, а лишь управлять ими. В условиях, когда стада были немногочисленны, а овцы некрупные, шелти хорошо справлялись со своей обязанностью. Однако, в конце XIX века произошло укрупнение овцеводческих хозяйств, соответственно увеличились стада, и маленькие овчарки уже не смогли справляться с объёмом работы. Пастухи начали использовать более крупных овчарок, что незамедлительно сказалось на шелти — порода оказалась на грани исчезновения.
Ситуацию изменили любители, воспринимавшие шелти исключительно в качестве домашних питомцев. В 1909 году в Шотландии был создан клуб «Scotland», и порода стала постепенно приобретать международное признание. В 1914 году был создан Английский шелти-клуб, в первом стандарте указывалось, что шелти должна иметь внешность миниатюрной колли. Тогда же за породой закрепилось официальное название.
В 1948 году Английский клуб собаководства внёс последние существенные исправления в стандарт, который затем был принят всеми английскими заводчиками.
По одной версии, несмотря на сильные внешние сходства с колли длинношёрстным, шелти изначально были выведены не от них, а от бордер-колли (путём скрещивания с другими пастушьими собаками). Есть другая версия — шелти в IX—XIV веках — аборигенная порода, родственная и похожая внешне на скандинавских шпицев. Ранняя форма шелти появилась в результате скрещивания пород местных шпицев с вновь прибывшими шотландскими пастушьими породами. Лишь в начале XX века породу начали смешивать с длинношёрстными колли.

## Внешний вид
Маленькая, длинношёрстная рабочая собака, очень красивая, свободная от неуклюжести и грубости. Силуэт симметричен настолько, что ни одна часть не выглядит непропорциональной. Пышная шерсть, пышная грива и воротник, прекрасной формы голова с миловидным выражением.
Голова при взгляде сверху или сбоку имеет форму длинного тупого клина, сужающегося от ушей к мочке носа. Ширина черепа находится в правильном соотношении к длине черепа и морды. Всё в целом должно оцениваться в соотношении с размером собаки. Череп плоский, умеренно широкий между ушами, затылочный бугор не выступает. Щёки плоские, гладко переходят в хорошо округлённую морду. Череп и морда равной длины, точка раздела — внутренний угол глаза. Верхняя линия черепа параллельна верхней линии морды, с лёгким, но отчётливым переходом ото лба к морде. Мочка носа, губы и обводка губ чёрные. Характерное выражение возникает вследствие полной гармонии между черепом и мордой, формой, цветом и расположением глаз, правильным положением и поставом ушей. Челюсти симметричные, ровно вылепленные, сильные, с хорошо развитым подбородком. Губы плотно сомкнутые. Зубы здоровые, с отличным, равномерным и полным ножницеобразным прикусом, при этом верхний ряд резцов без зазора заходит перед нижними, зубы стоят в челюсти вертикально. Полный набор в 42 правильно расположенных зуба крайне желателен. Глаза среднего размера, косо поставленные, миндалевидные. Тёмно-карие, кроме собак окраса «мерль», у которых один или оба глаза могут быть голубыми или голубыми в крапинку. Уши маленькие, у основания умеренно широкие, на черепе расположены достаточно близко друг к другу. В состоянии покоя они заложены назад; в состоянии настороженности — направлены вперед, полустоячие с загнутыми вперед уголками. Шея мускулистая, хорошо изогнутая, достаточной длины для придания голове гордого постава
Корпус незначительно длиннее от плече-лопаточных суставов до седалищных бугров, чем высота в холке. Грудь глубокая, опускающаяся до локтей. Ребра с хорошим сводом, в нижней половине близко сходящиеся, для того чтобы дать возможность предплечьям и плечам свободно двигаться. Спина прямая, легкая выпуклость поясницы, круп с постепенным наклоном. Хвост низко посаженный, достает, по крайней мере до скакательных суставов, богато покрыт шерстью и слегка изогнут вверх. В движении может быть слегка приподнят, но никогда не выше линии спины. Ни в коем случае не надломленный.
Плечи очень хорошо наклонены назад. Холка разделяется только позвоночником, лопатки лежат косо с тем, чтобы обеспечить место желаемому своду ребер. Плече-лопаточные сочленения с хорошими углами. Плечи и лопатки примерно одинаковой длины. Расстояние от земли до локтей равно расстоянию от локтей до холки. При взгляде спереди передние конечности прямые, мускулистые и симметричные, с крепким костяком. Пясти крепкие и гибкие. Бёдра широкие и мускулистые, бедренные кости входят в тазовые под прямым углом. Коленные суставы с хорошо выраженными углами, скакательные суставы хорошо сформированы, с выраженными углами, низко расположенные, крепкие. Плюсны при взгляде сзади прямые. Лапы овальные с плотными подушечками, пальцы сводистые и сомкнутые.
Высота в холке кобелей — 37 см; сук — 35,5 см, допустимо отклонение в росте в пределах 2,5 см

### Шерсть
Шерсть двойная, внешний покровный волос состоит из длинной, жесткой и прямой шерсти. Подшёрсток мягкий, короткий и плотный. Грива и воротник очень пышные. Передние конечности хорошо опушены. Задние конечности над скакательным суставом сильно опушены, ниже скакательных суставов покрыты достаточно короткой и гладкой шерстью. Шерсть на морде короткая. Короткошёрстные экземпляры крайне нежелательны..

#### Окрасы
- Соболиный - чистые окрасы или оттенки от светлого золотого до сочного макагони, при этом оттенки должны быть ярко выражены;
- Триколор - глубокий чёрный по корпусу с преимущественно сочными красно-бурыми отметинами;
- Блю-мерль - чистый серебристо-голубой, с чёрным крапом и мраморностью; сочные красно-бурые отметины предпочтительны, однако их отсутствие допускается; большие чёрные пятна, сланцево-серый или ржавый налет, как на покровном волосе, так и на подшёрстке крайне нежелательны; общее впечатление должно определяться голубым, волчий и серый окрасы нежелательны;
- Би-мерль - чистый серебристо-голубой, с чёрным крапом и мраморностью; красно-бурые отметины недопустимы, волчий и серый окрасы нежелательны;
- Чёрно-белый (биколор) или чёрный с красно-бурым также признанные окрасы.

Белыми могут быть (кроме окраса чёрный с красно-бурым) пятно на лбу, воротник, грудь, жабо, конечности и кончик хвоста. Наличию всех этих или нескольких белых отметин должно отдаваться предпочтение (кроме чёрного с красно-бурым); отсутствие этих отметин не должно наказываться. Белые пятна на корпусе крайне нежелательны.

## Темперамент
Породные качества характерны для пастуших собак — обучаемость, подвижность, охранные действия, отсутствие агрессии к домашним животным. Инстинктивная (врождённая) способность работать с отарой овец (или стадом других домашних животных). Понимающая своего владельца, любящая не только своего хозяина, но и членов семьи, недоверчивая к другим людям, никогда не нервная, легкообучаемая различным командам.